# Munébrega
Munébrega es un municipio de la Comunidad de Calatayud, en la provincia de Zaragoza, comunidad autónoma de Aragón. Tiene un área de 40,99 km² con una población de 356 habitantes (INE, 2022) y una densidad de 8,68 hab/km². Ningún río atraviesa el lugar y el único cauce es el Barranco del Molino. 
Existió un poblado celta en el lugar llamado Munebrix, o en celtíbero Mundobriga, núcleo que se conservó en las épocas romana, visigoda y musulmana. 

## Toponimia
La palabra Munébrega deriva del término celtíbero Mundobriga. En algunos textos medievales escritos en latín, el nombre de este municipio aparece escrito como Monobrega.
El gentilicio «zarandillo, lla» tiene su origen en la elevada población de zarandillas, o lagartijas que existían abundantemente en la zona.

## Demografía
Munébrega cuenta con una población de 361 habitantes (INE 2024).
| Gráfica de evolución demográfica de Munébrega entre 1842 y 2021                                                     |
| |
| Población de derecho según los censos de población del INE Población de hecho según los censos de población del INE |

Se evidencia un claro descenso demográfico progresivo a partir de la década de 1960, causado por el éxodo rural tan característico de esta época.

## Administración y política
| Período   | Alcalde                     | Partido |  |
| --------- | --------------------------- | ------- |  |
| 1979-1983 | José Lozano Lorcas          | UCD     |  |
| 1983-1987 |                             |         |  |
| 1987-1991 |                             |         |  |
| 1991-1995 | Mariano Ramón Lorcas        | PSOE    |  |
| 1995-1999 | José Félix Lajusticia Rubio |         |  |
| 1999-2003 | José Félix Lajusticia Rubio |         |  |
| 2003-2007 | José Félix Lajusticia Rubio |         |  |
| 2007-2011 | José Félix Lajusticia Rubio |         |  |
| 2011-2015 | José Félix Lajusticia Rubio |         |  |
| 2015-2019 | José Félix Lajusticia Rubio | PAR     |  |
| 2019-2023 | José Félix Lajusticia Rubio |         |  |
| 2023-2027 | José Félix Lajusticia Rubio |         |  |

| Partido político    | Partido político                                   | 2003   | 2007   | 2011   | 2015   | 2019   |
| Partido político    | Partido político                                   | Ediles | Ediles | Ediles | Ediles | Ediles |
|                     | Partido Aragonés (PAR)                             | 0      | 6      | 4      | 5      | 4      |
|                     | Partido Popular de Aragón (PP)                     | 5      | 0      | 3      | 2      | 3      |
|                     | Partido de los Socialistas de Aragón (PSOE-Aragón) | 2      | 1      | 0      | —      | —      |
| Total de concejales | Total de concejales                                | 7      | 7      | 7      | 7      | 7      |

## Patrimonio

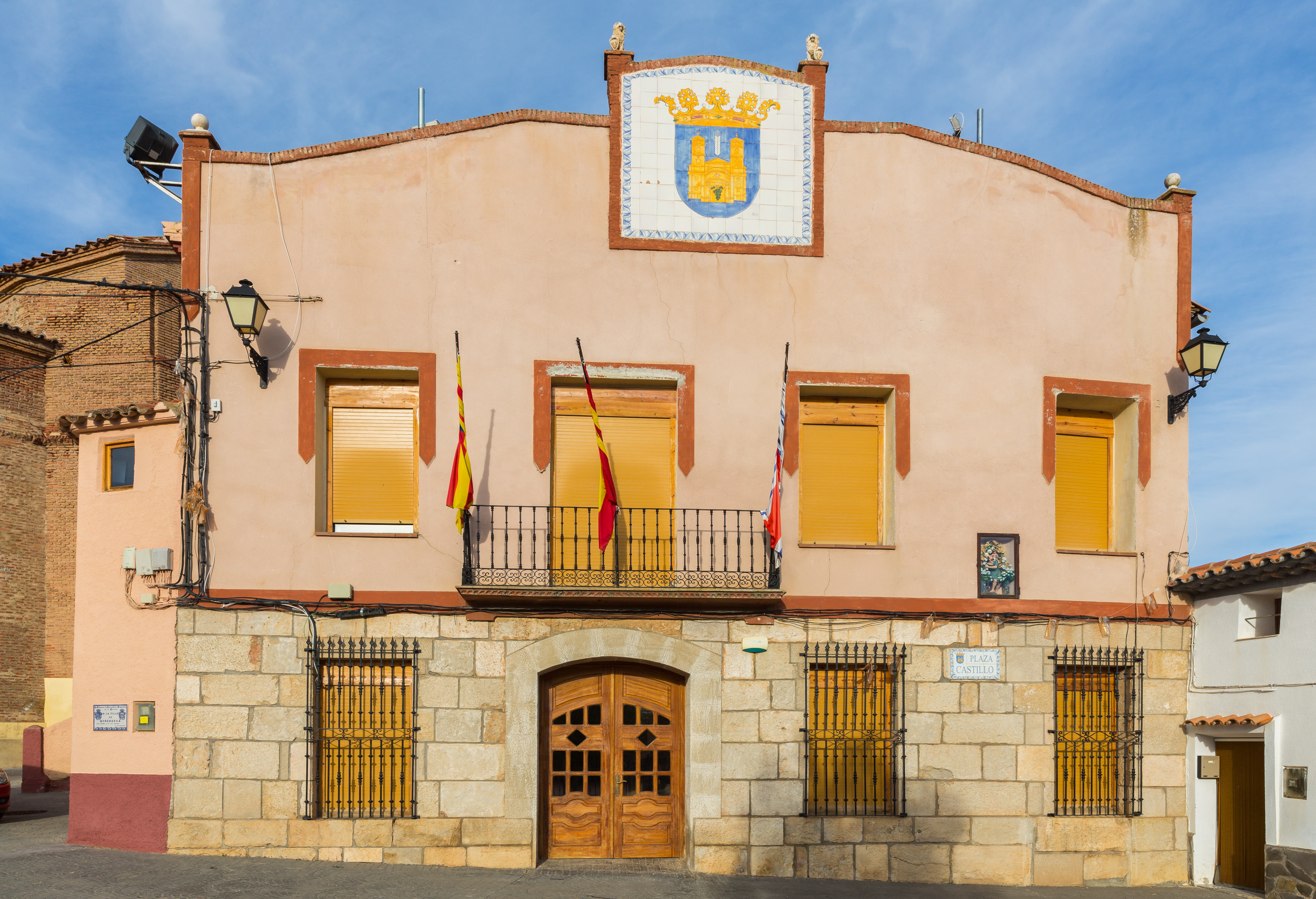
Casa consistorial

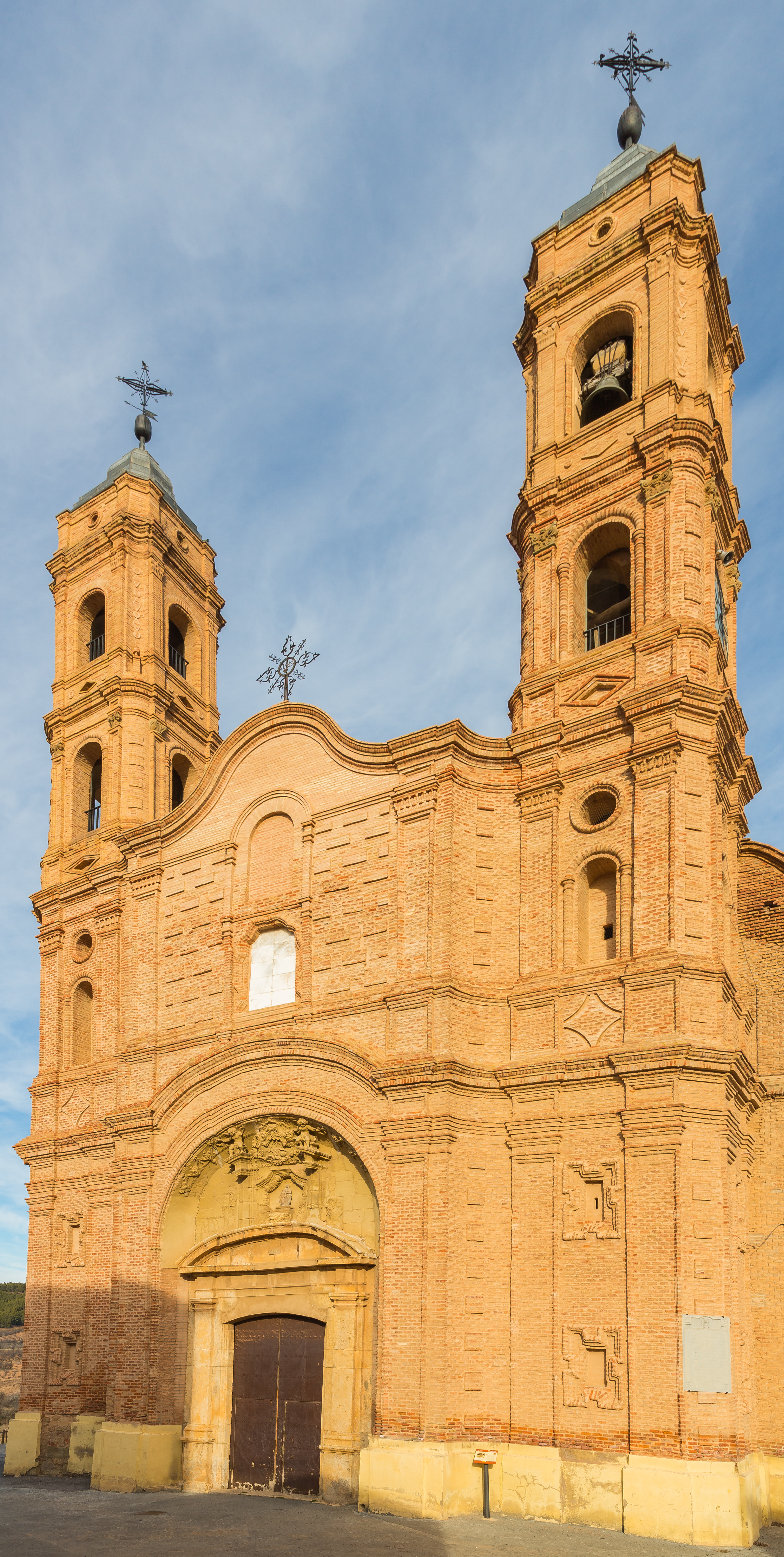
Iglesia de la Asunción

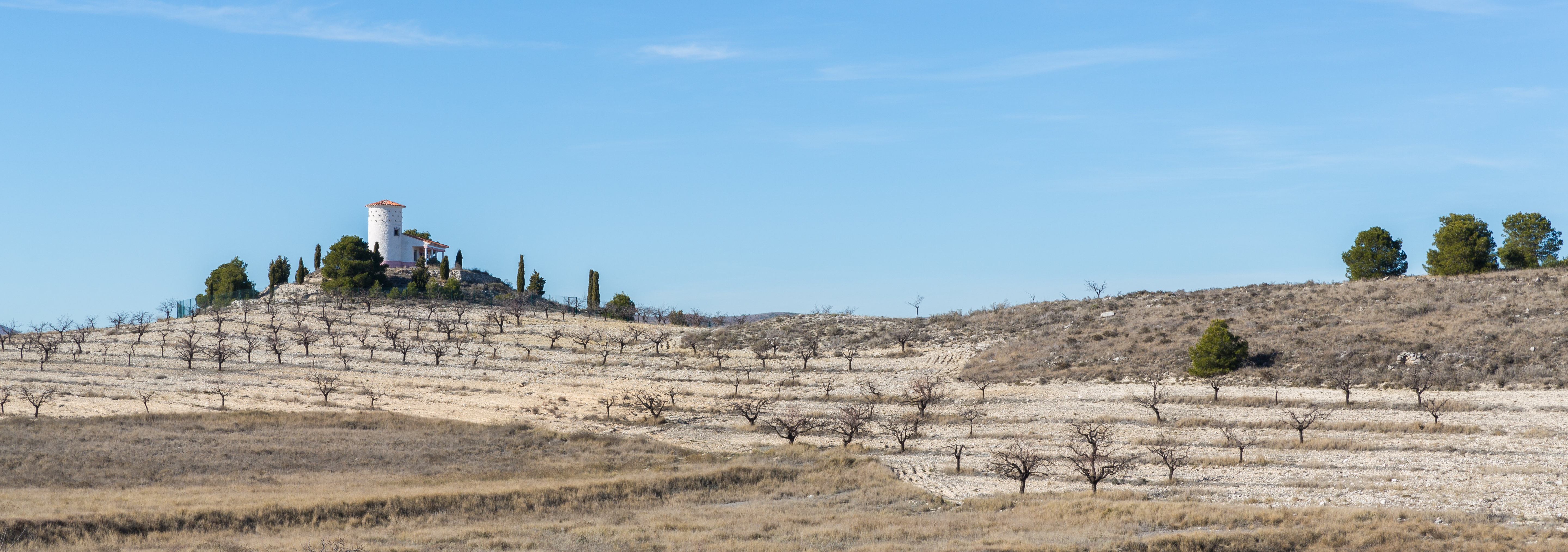
Casa de campo en las cercanías

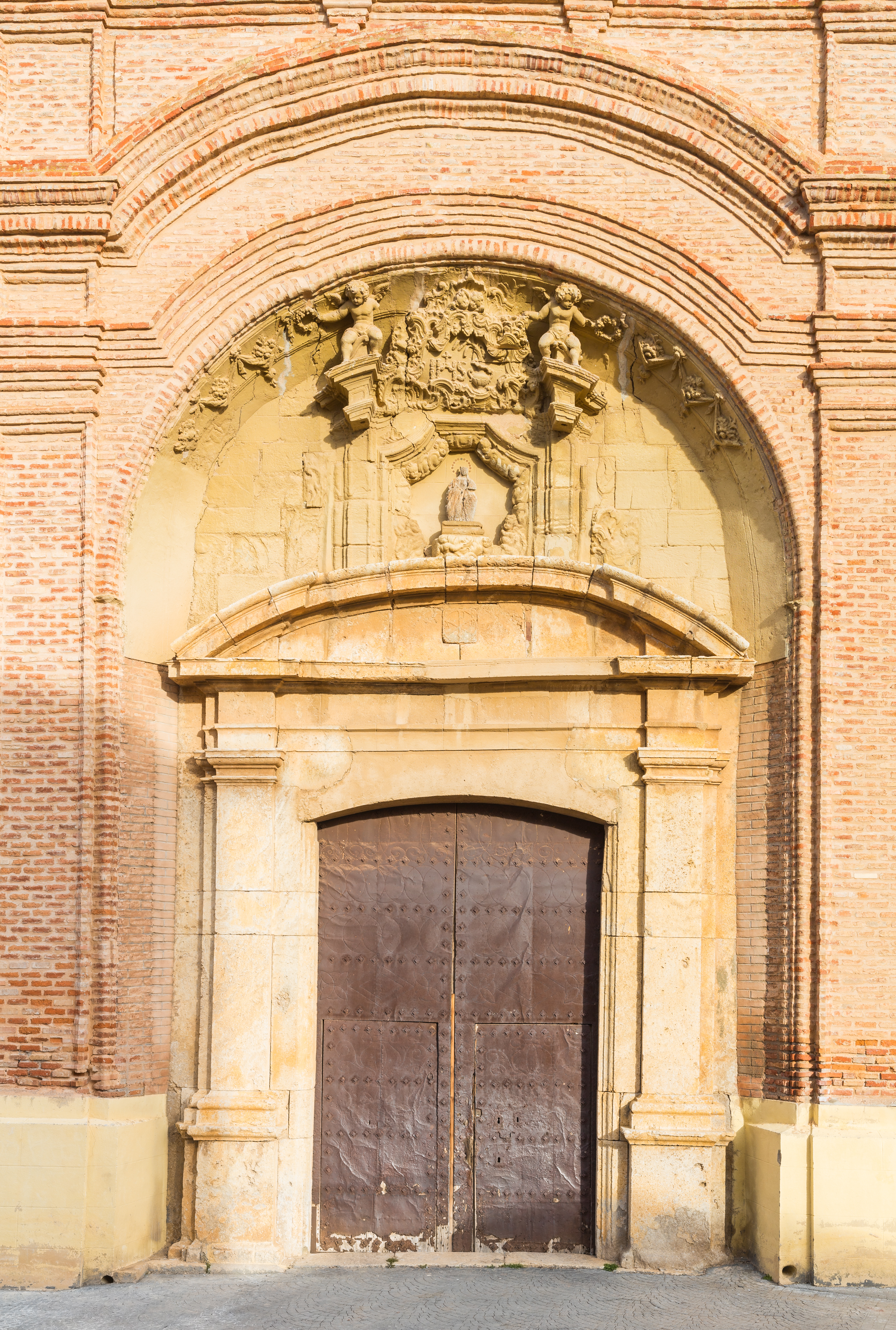
Entrada a la iglesia de la Asunción

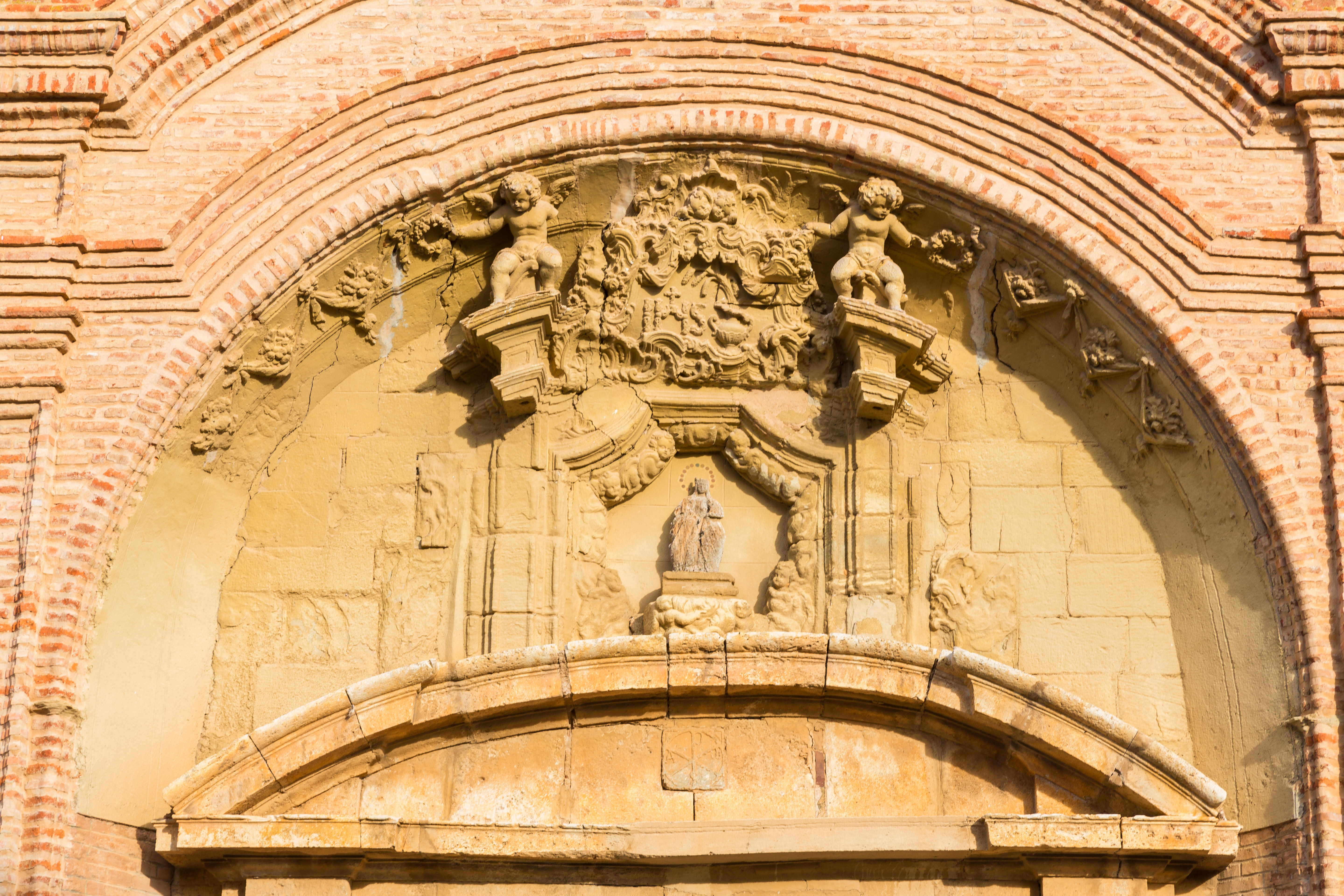
Detalle del pórtico

El municipio cuenta con varios monumentos patrimoniales de distinto tipo:

### Religioso
- Iglesia de Nuestra Señora de la Asunción, de estilo mudéjar y que data del siglo XIV, aunque de esa época sólo se conserva la planta. En el interior se conservan retablos de los siglos XVI al XVIII. También es interesante el museo parroquial, dónde se exponen, entre otros elementos, los retratos de los hijos de Munébrega que han tenido puestos destacados en la Iglesia, la diplomacia, la literatura, el arte o el ejército, muchos han sido los personajes ilustres que Munébrega ha aportado a la historia, destacando al Gran Maestre de la Orden de San Juan de Jerusalén 'Juan Fernández de Heredia'

- Peirones, en el término municipal se pueden encontrar hasta cinco peirones: Peirón de San Ignacio, Peirón de San Gregorio, Peirón de las Almas, Peirón de los Santos y el Peirón de Santa Valdesca.

- Ermita de San Cristóbal, a la cual durante la fiesta en su honor se realiza una romería.[9]

- Ermita de Nuestra Señora del Mar y de la Cuesta, ermita en donde se encontraba la talla original de Nuestra Señora del Mar y de la Cuesta, traída por Juan Fernández de Heredia de una de sus campañas en el Mediterráneo y que fue robada en el 1985 por el expoliador Erik el Belga. [10]

- Ermita de San Félix y Santa Régula, hoy en ruinas.

### Hidráulico
- Lavadero, de construcción moderna en el 1954 en cemento, aunque es posible que existiera uno anterior debido a su conexión con la fuente de la misma calle. Consta de una sola pila divida en dos cubetas, una para el enjabonado y otra para el aclarado. Está cubierto por dos caras, estando el resto al descubierto y protegido por un armazón de madera compuesto por dos tijeras de pendolón, entrepares, recha de tablas y cubierta de teja árabe.[11]
- Fuente, situada en la llamada Calle Nueva, construida en piedra sillar con la parte frontal teniendo una cornisa cuya inscripción la data del año 1673 bajo el cual hay un arco de medio punto bajo el que se encuentran cinco caños que vierten en la pila la cual alimenta al lavadero.[12]

## Cooperativa
A la entrada del pueblo se encuentra la Cooperativa Virgen del Mar y de la Cuesta que fue fundada en 1965 como bodega cooperativa. Cuenta en la actualidad con 453 socios de las localidades de Munébrega, La Vilueña, Valtorres, Abanto, Ibdes, Carenas, Monterde, Llumes y Nuévalos, recogiendo la uva de 800 ha de viñedos propios con Denominación de Origen Calatayud, una de las cuatro Denominaciones de Origen de vinos en Aragón y obteniendo una producción media de 1,6 millones de kg de uva anual. 
Las variedades de estos viñedos son Garnacha y Tempranillo para los tintos y Macabeo y Robal para los blancos. Sus vides cultivadas en las laderas con una altitud media de 800 m, sobre suelo pedregoso, rozan el límite de las posibilidades de cultivo, por esto la vendimia en esta zona es de las más tardías de Aragón. La maduración es muy lenta, alejada de los fuertes calores, lo que permite obtener vinos con una proporción de alcohol y acidez equilibradas. La plantación utilizada de 2,5 x 2,5 m, y su poda, en forma de vaso, otorgan la calidad característica de estos vinos. 
La cooperativa, gracias a su evolución, se ha constituido en un centro promotor del desarrollo rural, desde el cual los agricultores integrados procuran satisfacer sus necesidades generando desde aquí actividades y servicios tales como: asesoramiento, ayudas, comercialización de otros productos, adquisición de materias primas, uso común de maquinaria agrícola.

## Fiestas
En el pueblo son muy populares las fiestas siguientes:
- Virgen del Mar y Virgen de la Cuesta, considerada una de las patronas de la población junto con San Cristóbal y cuya festividad se celebra en la ermita que lleva el mismo nombre, el segundo domingo de mayo.
- San Félix y San Ignacio, el 6 de septiembre.
- San Cristóbal, (romería), considerado uno de los patrones de la ciudad junto con la Virgen del Mar y de la Cuesta, su fiesta se celebraba antiguamente el 10 de julio, pero desde hace unos años se celebra el segundo domingo de julio. Considerada como la fiesta grande del pueblo, dura un día entero desde por la mañana, que se saca la imagen del Santo de la iglesia, hasta por la tarde, que se vuelve a depositar hasta el año siguiente.

## Personas destacadas
Muchos personajes ilustres han nacido en Munébrega, entre los que se encuentran siete obispos, tres arzobispos, un cardenal, embajadores, escritores, pintores, un Justicia de Aragón; el más destacado fue Juan Fernández de Heredia, Gran Maestre de la orden de San Juan de Jerusalén (luego Orden de Malta), nacido hacia 1310 y fundador de un taller de traducción al aragonés.